# Xosé Antón Fernández
Xosé Antón Fernández Martínez, conocido como Xosé Ambás (Ambás, 1974) es un enfermero, cantante y gaitero asturiano, estudioso de las tradiciones orales de los pueblos de Asturias.

## Biografía
Nació en la localidad asturiana de Ambás, en el municipio de Grado, de la que recibe su seudónimo.Su familia regenta una quesería de queso de Afuega'l pitu llamada Ca Sanchu, es un referente en el estudio de la tradición oral asturiana. Estudió enfermería en la Universidad de Oviedo y pasó a trabajar como enfermero en el Hospital Universitario Central de Asturias de Oviedo.
Desde antes de 1997, comenzó a recoger todo tipo de tradición oral por los pueblos de Asturias creando un archivo sonoro etnográfico de gran valor. Desde los catorce años busca informante que es como denomina él a las gentes de los pueblos que le trasmiten su tradición oral. Entre sus informantes él siempre destaca a Pepa Las Murias (portada del disco Tuenda), Taresa de Restiellu y Celestina Ca Sanchu, que es su abuela.
Dentro del mundo musical tradicional asturiano ha formado parte de N'Arba y Tuenda, del que es cofundador.
En 2008, empezó a presentar en la TPA la serie documental Camín de Cantares, que ha continuado su trayectoria durante 15 años con las gentes asturianas del mundo rural como protagonistas. Posteriormente, presentó Camín y después una nueva serie documental, Siguir en Camín, junto a Ramsés Iglesias bajo la dirección de Ramón Lluís Bande, que se inspiraba en el Archivo de la Tradición Oral de Ambás. También presentó, en la misma cadena, el programa semanal Canta l´Uxu, dedicado al folclore y las tradiciones asturianas.

## Reconocimientos
En 2007, Ambás fue premiado por la Asociación folclórica San Félix de Valdesoto por su labor etnográfica en la recuperación y conservación de la música asturiana. En 2010, fue reconocido con el «Moscón de oro» en la categoría local, un premio que cada año concede la Asociación Amigos de Grado. Ese mismo año, su programa 'Camín de cantares', emitido en la 7, recibió el Premio Andrés Solar en positivo, conocido como el 'Pegollu', por su labor en la promoción de la lengua asturiana.
En 2019, la Fundación Marino Gutiérrez reconoció a Xosé Ambás con el premio Marino Gutiérrez Verdes Valles Astures por su labor en la recuperación y difusión de la cultura popular. En 2022, recibió el Premio Serondaya de la cultura 2022, otorgado la Asociación Cultural Serondaya, como reconocimiento a su trabajo en torno a la tradición oral y la recuperación y difusión de las músicas populares.